# Betaeus bellimanus
Betaeus bellimanus är en kräftdjursart. Betaeus bellimanus ingår i släktet Betaeus och familjen Alpheidae. Inga underarter finns listade i Catalogue of Life.